# Innocentius II

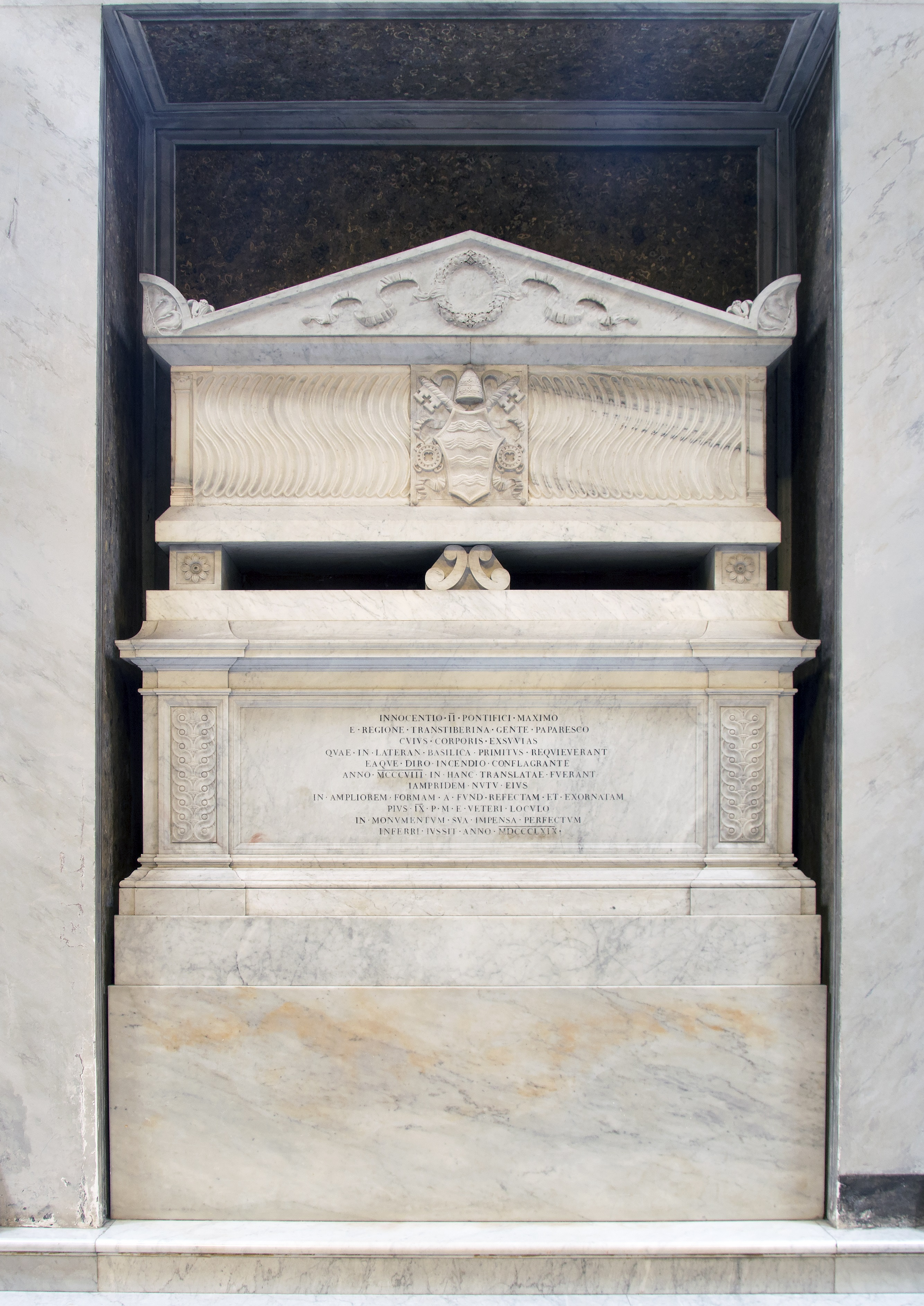
Påve Innocentius II:s gravmonument i Santa Maria in Trastevere.

Innocentius II, född Gregorio Papareschi i Trastevere i Rom, död 24 september 1143 i Rom, var påve från den 14 februari 1130 till sin död den 24 september 1143.

## Biografi
Gregorio Papareschi upphöjdes till kardinal (kardinaldiakon) år 1088. År 1116 blev han kardinaldiakon av Sant'Angelo in Pescheria. Han anlitades i viktiga uppdrag, bland annat vid förhandlingarna före konkordatet i Worms 1122. Han valdes den 14 februari 1130 av en minoritet bland kardinalerna till påve, under det att majoriteten valde Pietro Pierleoni till motpåve, som antog namnet Anacletus II. 
Innocentius måste fly undan sin motståndare till Frankrike och erkändes där samt i England och Tyskland. Lothar III återförde Innocentius till Rom 1133, men efter den tyske konungens avtåg måste han fly till Pisa, där han på en synod bannlyste sin motståndare. År 1137 företog Lothar ett nytt tåg till Italien och fördrev Anacletus. Sedan denne 1138 avlidit och hans efterträdare, Viktor IV, abdikerat, blev Innocentius allmänt erkänd som påve. Vid Andra Laterankonciliet år 1139 bannlyste han Anacletus och lät fördriva dennes anhängare från Italien.
Påve Innocentius II är begravd i basilikan Santa Maria in Trastevere i Rom.